# Tichitt (departement)
Tichitt är ett departement i Mauretanien.   Det ligger i regionen Tagant, i den centrala delen av landet, 700 km öster om huvudstaden Nouakchott.